# 波城区
波城区（法語：Arrondissement de Pau）是法国大西洋比利牛斯省所辖的一个区。总面积2490平方公里，总人口308577，人口密度124人/平方公里（2017年）。主要城镇为波城。

## 辖区
波区辖有269个市镇。